# Marián Pařík
Marián Pařík byl architekt a stavitel českého původu, syn Karla Paříka. Podílel se (se svým otcem) na budově tzv. vakufského (nadačního) domu, který stojí v centru Sarajeva. V meziválečném období byl Marián Pařík jedním z předních stavitelů v Sarajevu. Podílel se na projektech pro potřeby místní římskokatolické diecéze, např. na kostelu svatého Josefa. Později vydal také publikaci, která se používala v jugoslávských školách a která pojenávala o zednických a tesařských pracích.